# Saint-Ouen-de-Thouberville
Saint-Ouen-de-Thouberville es una localidad y comuna francesa situada en la región de Normandía (antiguamente Alta Normandía), departamento de Eure, en el distrito de Bernay y cantón de Routot.

## Demografía
| 767 | 611 | 742 | 825 | 1023 | 1032 | 1032 | 1055 | 1084 | 1007 | 998 | 888 | 878 | 907 | 791 | 750 | 802 | 764 | 732 | 752 | 731 | 576 | 626 | 651 | 650 | 796 | 825 | 1027 | 1189 | 1520 | 1524 | 1447 | 1725 | 2089 | 2140 | 2191 | 2281 | 2303 | 2303 | 2316 | 2328 | 2345 |
| Para los censos de 1962 a 1999 la población legal corresponde a la población sin duplicidades (Fuente: INSEE [Consultar]) |     |     |     |      |      |      |      |      |      |     |     |     |     |     |     |     |     |     |     |     |     |     |     |     |     |     |      |      |      |      |      |      |      |      |      |      |      |      |      |      |      |